# فيرفييتوا
فيرفيه هي بلدية في بلجيكا، وبلدية بلجيكية مع امتيازات مدينة، تتبع دائرة فيرفييتوا، ولياج، بلغ عدد سكانها 55٬463 نسمة، في 2014، تبلغ مساحتها 33٫07 كيلومتر مربع، رمزها البريدي هو 4800، و4801، و4802.

## معرض صور

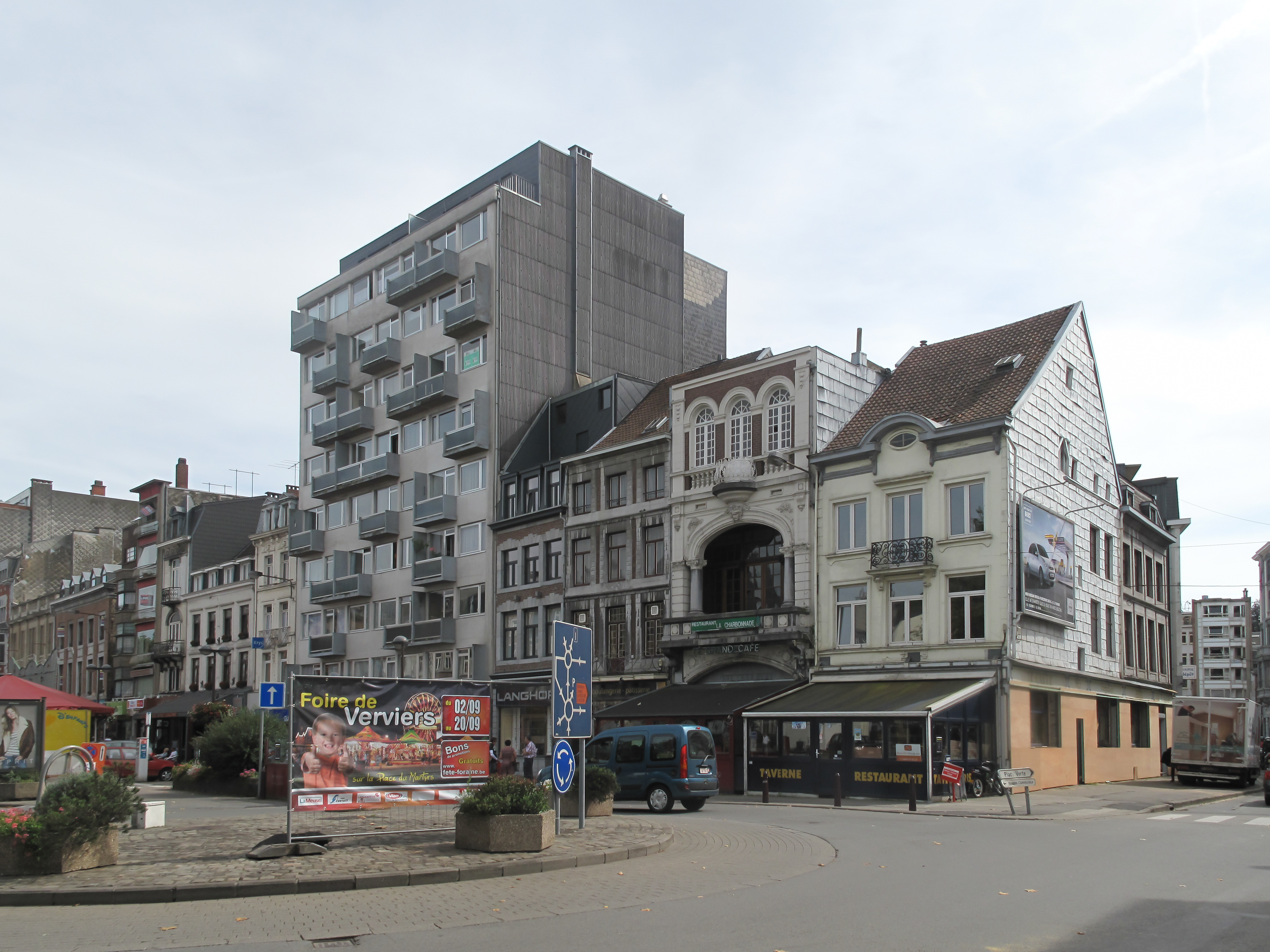
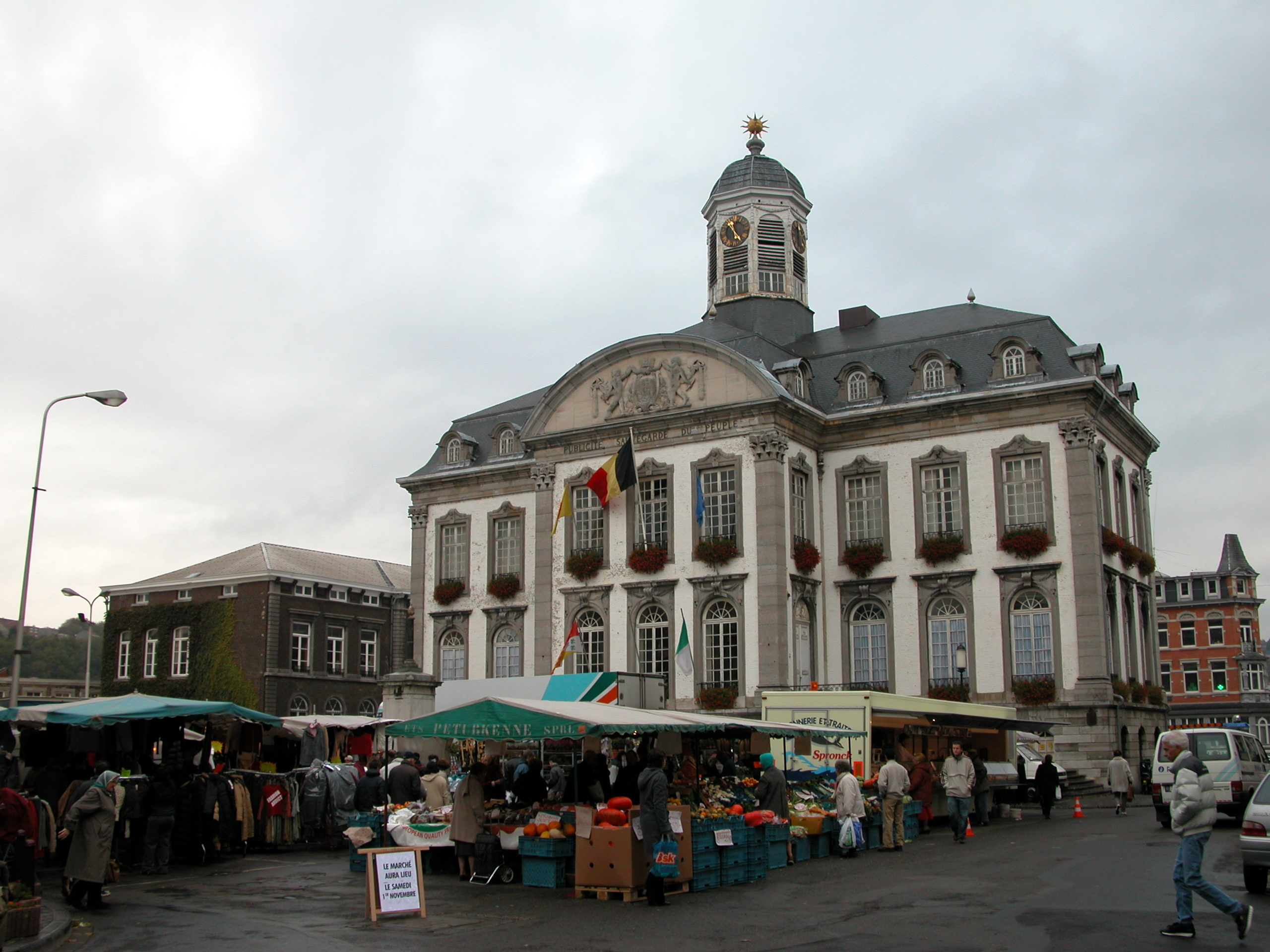
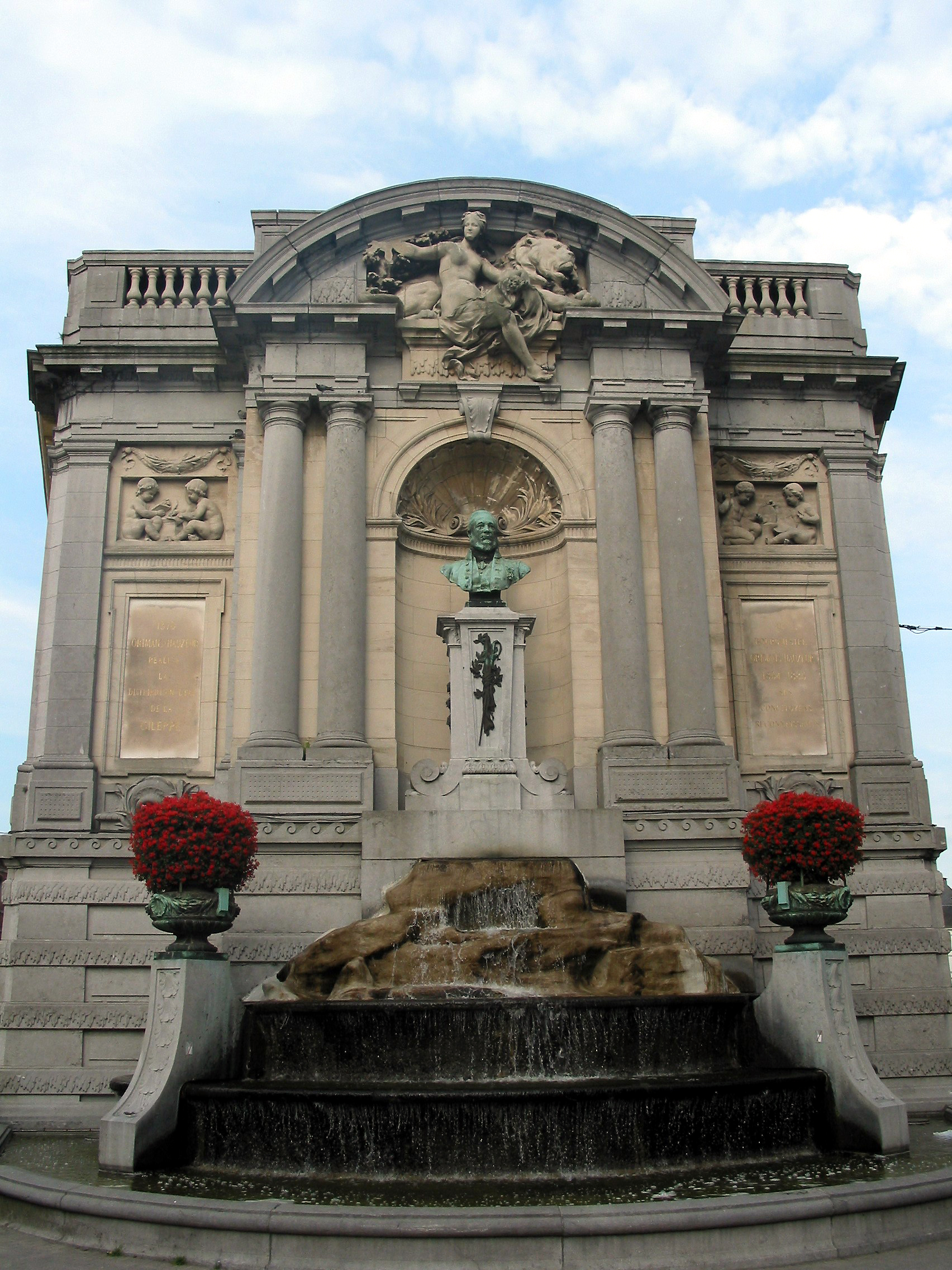
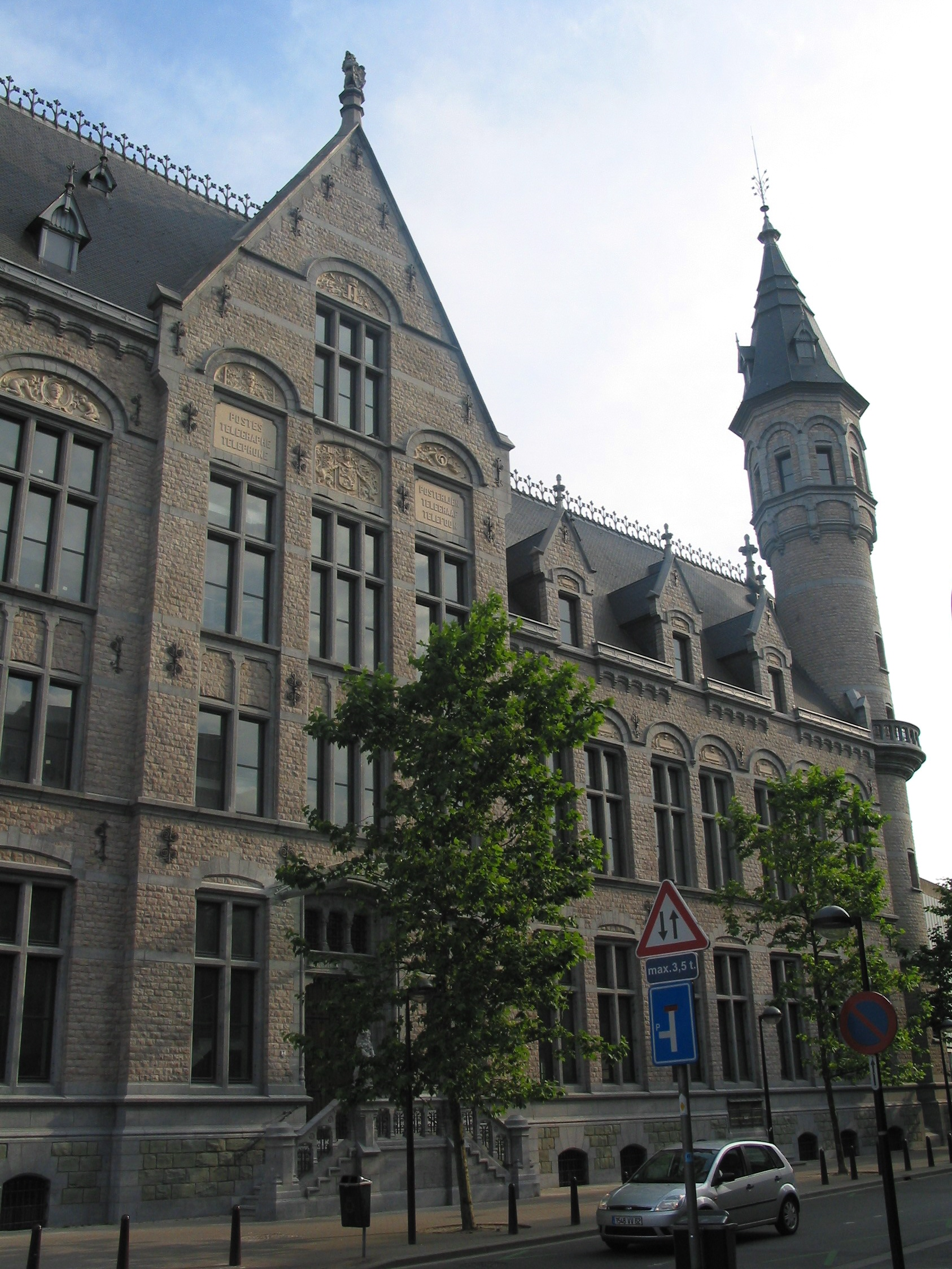
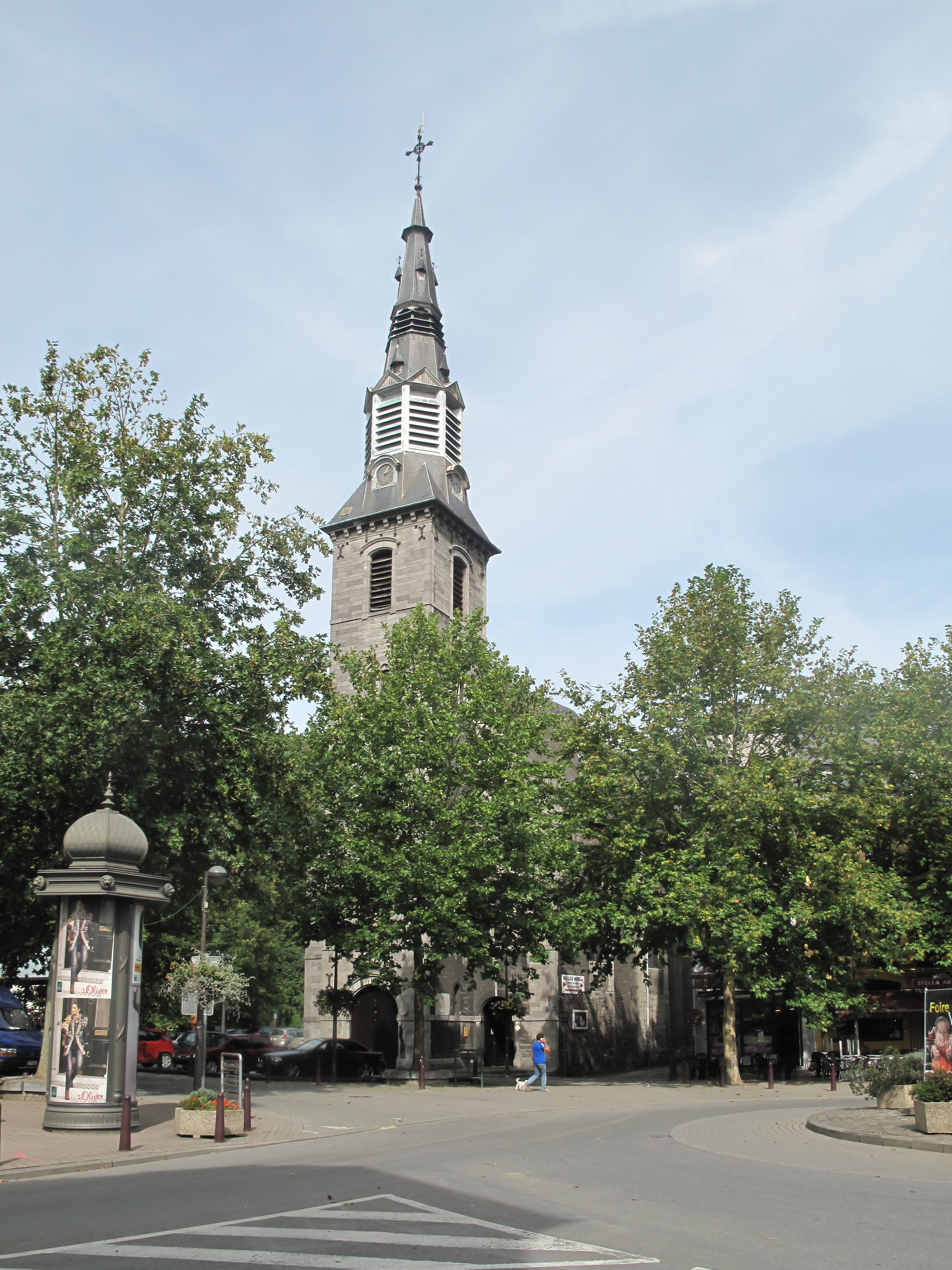
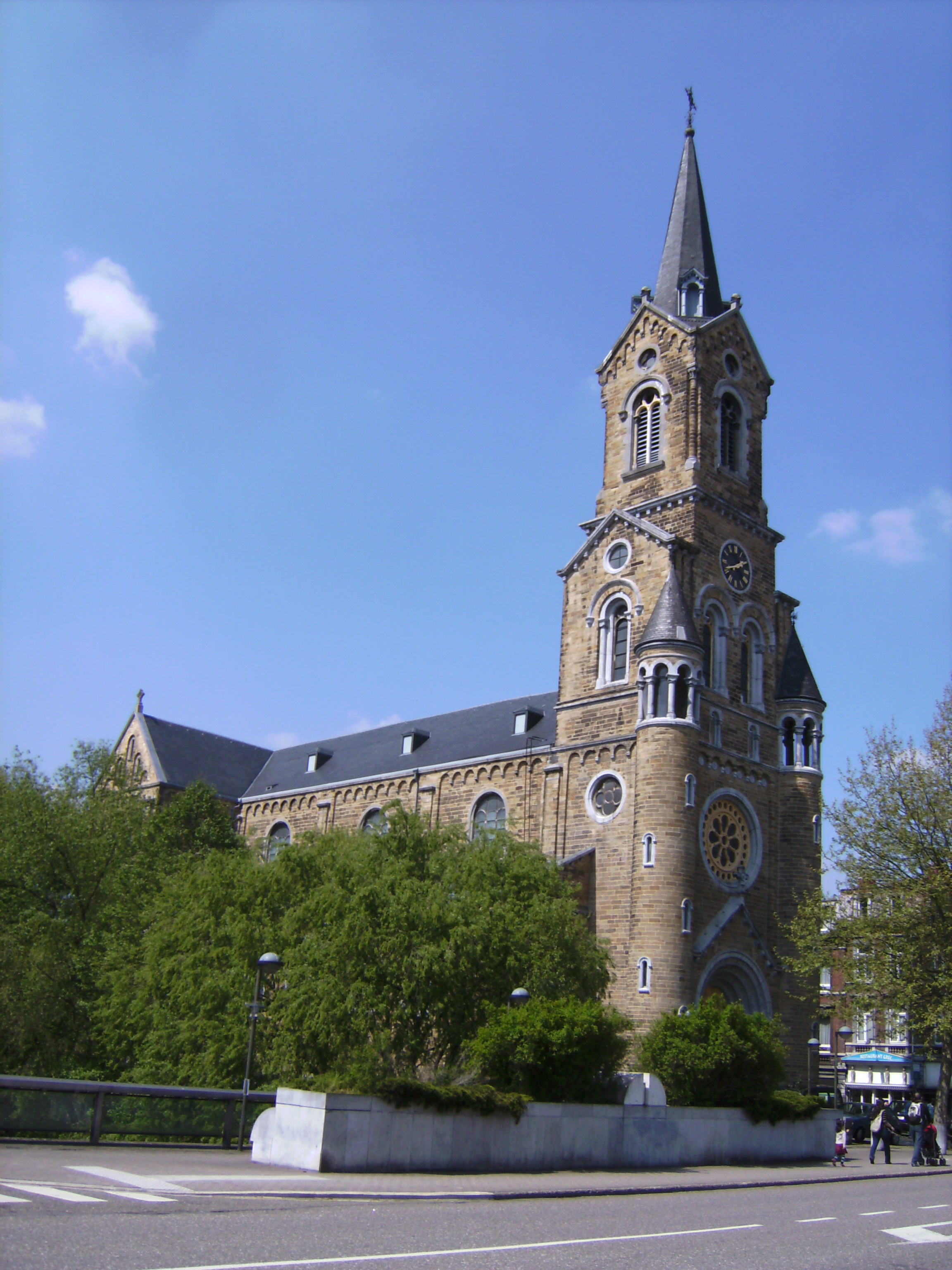

## الموقع
تشترك في الحدود مع:
- Dison [الإنجليزية]‏.

## مدن توأم
المدن التوأم:
- برادفورد
- مدينة روبيه
- مونشنغلادباخ
- آرل
- La Motte-Chalancon [الإنجليزية]‏.

## أعلام
- بوريس فالي
- دومينيك مونامي
- هنري بيرين
- جان ثيسن
- فيليب جيلبير